# Ilija Došen
Ilija Došen, bosanskohercegovski komunist, prvoborec, politični komisar, politik, pravnik in narodni heroj, * 1914, Vedro Polje pri Petrovcu, Bosna in Hercegovina - umrl 1991, Beograd.
Bil je različnih funkcijah v BiH in Jugoslaviji, mdr. član politbiroja in IK CK ZK BiH;  predsednik Vrhovnega sodišča BiH in kasneje tudi Vrhovnega sodišča Jugoslavije, član CK ZKJ in Sveta federacije.